# Nemoria hudsonaria
Nemoria hudsonaria là một loài bướm đêm trong họ Geometridae.